# ルーク・リドナー
ルーク・リドナー（Luke Ridnour）ことルーカス・ロビン・リドナー（Lucas Robin Ridnour、1981年2月13日 - ）は、アメリカ合衆国・アイダホ州コー・ダリーン出身の元バスケットボール選手。身長188cm、体重76kg。ポジションはポイントガード。

## 経歴

### カレッジ
オレゴン大学に入学し、NCAAトーナメントに2度出場し、2002年には準々決勝まで進んだ。218アシストのチームシーズン記録や、62連続フリースロー成功のカンファレンス記録を残し、1試合平均19.7得点、6.6アシストの成績で、パシフィック12カンファレンスの最優秀選手に選ばれた。

### NBA

#### シアトル・スーパーソニックス
オレゴン大学在学中にアーリーエントリーし、2003年のNBAドラフトで全体の14位指名をシアトル・スーパーソニックスから受けNBA入り。ルーキーシーズンの2003-04シーズンはレイ・アレン、ブレント・バリーらのガード陣に埋もれており、69試合に出場したが平均出場時間は15分前後だった。
2年目の2004-05シーズンにバリーが移籍したことでスターターの座を手に入れた。82試合全てにスターターの出場を果たすなど急成長を遂げ、評価も上昇した。2005年のNBAオールスターゲームのルーキーチャレンジ、スキルズチャレンジにも出場した。
3年目の2005-06シーズンも、アシスト数を伸ばすなど成績は向上。アレンやラシャード・ルイスらと共にソニックスを支える存在になった。
2006年には、世界選手権の選考に残った。

#### ミルウォーキー・バックス
2008年8月13日、3チーム間のトレードでミルウォーキー・バックスに移籍した。

#### ミネソタ・ティンバーウルブズ
2010年7月21日、フリーエージェントとなっていたリドナーは、ミネソタ・ティンバーウルブズと契約を結んだ。

#### ミルウォーキー・バックス
2013年7月11日、3チーム間のトレードでミルウォーキー・バックスに復帰した。

#### シャーロット・ボブキャッツ
2014年2月20日、ゲイリー・ニールとともにレイモン・セッションズ、ジェフ・エイドリアンとのトレードでシャーロット・ボブキャッツに移籍した。

#### オーランド・マジック
2014年7月25日、オーランド・マジックに移籍した。

#### 4度のトレード
2015年6月24日、ヤニス・チーマのドラフト権と交換で、メンフィス・グリズリーズに放出。
次の日には、マット・バーンズとの交換で、シャーロット・ホーネッツに放出され同日中に2016年ドラフトの2巡目指名権と共に、ジェレミー・ラムとの交換でオクラホマシティ・サンダーに放出され、そこから更に、30日に、金銭補償とともに、トミスラフ・ズブチッチとの契約権と交換にトロント・ラプターズへとたらい回しにされた後、7月9日に解雇された。その後リドナーは9月に2015-16シーズンはプレーしないことを表明した。

#### 現役引退
2016年6月22日、正式に引退を表明した。

## NBA スタッツ

### レギュラーシーズン
| シーズン | チーム             | GP  | GS  | MPG  | FG%  | 3P%  | FT%  | RPG | APG | SPG | BPG | PPG  |
| -------- | ------------------ | --- | --- | ---- | ---- | ---- | ---- | --- | --- | --- | --- | ---- |
| 2003–04  | スーパーソニックス | 69  | 6   | 16.1 | .414 | .338 | .823 | 1.6 | 2.4 | .8  | .1  | 5.5  |
| 2004–05  | スーパーソニックス | 82  | 82  | 31.4 | .405 | .376 | .883 | 2.5 | 5.9 | 1.1 | .3  | 10.0 |
| 2005–06  | スーパーソニックス | 79  | 77  | 33.2 | .418 | .289 | .877 | 3.0 | 7.0 | 1.6 | .3  | 11.5 |
| 2006–07  | スーパーソニックス | 71  | 58  | 29.5 | .433 | .353 | .805 | 2.3 | 5.2 | 1.2 | .3  | 11.0 |
| 2007–08  | スーパーソニックス | 61  | 5   | 20.0 | .399 | .296 | .857 | 1.5 | 4.0 | .6  | .2  | 6.4  |
| 2008–09  | バックス           | 72  | 50  | 28.2 | .403 | .350 | .869 | 3.0 | 5.1 | 1.3 | .2  | 9.6  |
| 2009–10  | バックス           | 82  | 0   | 21.5 | .478 | .381 | .907 | 1.7 | 4.0 | .7  | .1  | 10.4 |
| 2010–11  | ティンバーウルブズ | 71  | 66  | 30.4 | .468 | .440 | .883 | 2.8 | 5.4 | 1.3 | .1  | 11.8 |
| 2011–12  | ティンバーウルブズ | 53  | 53  | 33.0 | .440 | .322 | .891 | 2.7 | 4.8 | 1.1 | .3  | 12.1 |
| 2012–13  | ティンバーウルブズ | 82  | 82  | 30.2 | .453 | .311 | .848 | 2.5 | 3.8 | 1.0 | .2  | 11.5 |
| 2013–14  | バックス           | 36  | 12  | 21.2 | .384 | .368 | .684 | 1.7 | 3.4 | .6  | .1  | 5.7  |
| 2013–14  | ボブキャッツ       | 25  | 2   | 15.1 | .389 | .300 | .571 | 1.4 | 2.2 | .4  | .2  | 4.0  |
| 2014–15  | マジック           | 47  | 0   | 14.5 | .426 | .317 | .857 | 1.4 | 2.0 | .4  | .1  | 4.0  |
| Career   |                    | 830 | 493 | 26.1 | .431 | .349 | .857 | 2.3 | 4.5 | 1.0 | .2  | 9.3  |

### プレーオフ
| シーズン | チーム             | GP | GS | MPG  | FG%  | 3P%  | FT%  | RPG | APG | SPG | BPG | PPG |
| -------- | ------------------ | -- | -- | ---- | ---- | ---- | ---- | --- | --- | --- | --- | --- |
| 2005     | スーパーソニックス | 11 | 11 | 34.4 | .393 | .235 | .950 | 3.3 | 4.3 | 1.2 | .7  | 9.7 |
| 2010     | バックス           | 7  | 0  | 17.3 | .467 | .357 | .833 | 1.9 | 1.9 | .6  | .1  | 8.1 |
| 2014     | ボブキャッツ       | 4  | 0  | 9.0  | .308 | .333 | .000 | 1.0 | 3.0 | .0  | .3  | 2.5 |
| Career   |                    | 22 | 11 | 24.3 | .406 | .297 | .906 | 2.4 | 3.3 | .8  | .5  | 7.9 |

## プレイスタイル
頭脳的なプレーと、パスやドリブルの正確さが持ち味で、ジョン・ストックトンやスティーブ・ナッシュと比較される程である。何よりチーム第一の献身的なプレーぶりは高く評価されている。

## 特技
バスケの合間にやり続けていたテニスはプロ級の腕前。高校時代は全米ランキング一桁にランクインした事もある。